# Going Home (ER)
Going Home is de derde aflevering van het eerste seizoen van de televisieserie ER, die voor het eerst werd uitgezonden op 26 september 1994.

## Verhaal
Na het herstel van haar zelfmoordpoging begint verpleegster Hathaway weer met werken. Dr. Ross voelt zich schuldig over het feit dat hij haar niet opgezocht heeft. Hathaway krijgt alle steun van het personeel, en van haar vriend Dr. John Tagliari.
Carter krijgt een oudere vrouw onder zijn hoede, zij blijft maar zingen en hij kan er maar niet achter komen wie zij is.
Dr. Lewis raakt in een hevige discussie met de cardioloog Dr. Kayson, hij keurt haar behandeling van een hartpatiënt af. Zij behandelt ook een patiënte die stervende is aan leukemie, wel heeft zij nog een goed advies voor Hathaway.
Dr. Greene krijgt een vrouw binnen die duidelijk mishandeld is door haar man, hij kan haar maar niet overhalen om aangifte tegen hem te doen.
Dr. Benton krijgt een winkeleigenaar onder zijn hoede die overvallen is en daarbij gewond is geraakt.

## Rolverdeling

### Hoofdrol
- Anthony Edwards - Dr. Mark Greene
- George Clooney - Dr. Doug Ross
- Sherry Stringfield - Dr. Susan Lewis
- Eriq La Salle - Dr. Peter Benton
- John Terry - Dr. David 'Div' Cvetic
- Scott Jaeck - Dr. Steven Flint
- Tyra Ferrell - Dr. Sarah Langworthy
- Rick Rossovich - Dr. John 'Tag' Taglieri
- William H. Macy - Dr. David Morgenstern
- Sam Anderson - Dr. Jack Kayson
- Noah Wyle - John Carter
- Julianna Margulies - verpleegster Carol Hathaway
- Vanessa Marquez - verpleegster Wendy Goldman
- Yvette Freeman - verpleegster Haleh Adams
- Deezer D - verpleger Malik McGrath
- Conni Marie Brazelton - verpleegster Connie Oligario
- Ellen Crawford - verpleegster Lydia Wright
- Abraham Benrubi - Jerry Markovic

### Gastrol
- Rosemary Clooney - Mary Cavanaugh / 'Madame X'
- Glenn Plummer - Timmy Rawlins
- Anne Haney - Mrs. Packer
- Liz Vassey - Liz
- Petra Porras - Perez
- Joseph Ung - Frank Cheung
- Ping Wu - Mr. Cheung
- Karen Huie - Mrs. Cheung
- John Wheeler - Mr. Resnick
- John LaMotta - Ivan Gregor
- Byron Stewart - Mr. Layton
- Georgiana Tarjan - Helen Hathaway

en vele andere